# My Love Came Back
My Love Came Back (bra: My Love Came Back) é um filme estadunidense de 1940, do gênero comédia dramática, dirigido por Curtis Bernhardt, e estrelado por Olivia de Havilland e Jeffrey Lynn. O roteiro de Ivan Goff, Robert Buckner e Earl Baldwin foi baseado no filme austríaco "Episode" (1935), de Walter Reisch.
O filme é notável pela direção musical de Heinz Roemheld e pelos arranjos orquestrais de Ray Heindorf, que utilizou obras clássicas como base.

## Sinopse
Amelia Cornell (Olivia de Havilland) é uma jovem e talentosa violinista que estuda na prestigiosa Academia de Música de Brissac, em Nova Iorque. Incapaz de sustentar sua mãe, Amelia pensa em largar sua vaga na instituição para tocar em uma banda de jazz, e assim conseguir ganhar dinheiro. Julius Malette (Charles Winninger), o novo presidente da Academia – e um distinto e rico patrono das artes – a convence a continuar com suas aulas depois de tirar dinheiro de seu próprio bolso e arranjar secretamente uma bolsa de estudos para ela. Juntos, os dois começam a frequentar inúmeros concertos. Complicações surgem quando Julius não consegue comparecer a um dos concertos e envia seu jovem empresário, Anthony "Tony" Baldwin (Jeffrey Lynn), para substituí-lo.

## Elenco
- Olivia de Havilland como Amelia Cornell
- Jeffrey Lynn como Anthony "Tony" Baldwin
- Eddie Albert como Dusty Rhodes
- Jane Wyman como Joy O'Keefe
- Charles Winninger como Julius Malette
- Spring Byington como Sra. Clara Malette
- Grant Mitchell como Dr. Kobbe
- William T. Orr como Paul Malette
- Ann Gillis como Valerie Malette
- S. Z. Sakall como Geza Peyer
- Charles Trowbridge como Dr. Downey, o crítico
- Mabel Taliaferro como Viúva
- William B. Davidson como Agente Musical
- Nanette Vallon como Sophie, a empregada de Malette
- Sidney Bracey como Ransom, o mordomo de Malette

## Produção
Os títulos de produção do filme foram "Episode", "Two Loves Have I" e "Men on Her Mind".

### Roteiro
O roteiro foi baseado no filme austríaco "Episode" (1935), dirigido por Walter Reisch, e estrelado por Paula Wessely e Karl Ludwig Diehl. Na verdade, "Episode" foi uma sequência de outro filme austríaco, "Maskerade" (1934) – que foi refeito pela Metro-Goldwyn-Mayer em 1935 sob o título "Escapade".

## Recepção
Bosley Crowther, em sua crítica para o The New York Times, deu ao filme uma crítica positiva, chamando-o de "uma brincadeira leve como uma pluma, uma rodada divertida de bobagens deliciosas". Crowther elogiou Curtis Bernhardt por dirigir o filme "em um espírito de puro deleite" – e também Ivan Goff, Robert Buckner e Earl Baldwin por suas escritas efervescentes. Ele também elogiou o elenco por seu "desempenho alegre", observando:
"Como a jovem heroína comprometida do show, a Srta. de Havilland desempenha o papel com ritmo e inteligência. O Sr. Lynn está vivamente presente, Eddie Albert está praticamente perfeito como o jovem maluco ... que pensa intermitentemente em suicídio. O resto do elenco está em excelente ordem. Mas como o senhor idoso que sente sua juventude voltando, o Sr. Winninger quase rouba o show. Ele possui um coração inocente, mesmo em uma escapada travessa".
Crowther concluiu que o filme era "refrescante como um gin fizz em um dia quente".
Em 30 de julho de 1940, a revista New Masses escreveu que o filme pega o gênero "comédia de intenções equivocadas" e devolve um pouco do "frescor e espontaneidade" da ideia original. A revista ainda pontuou:
"Sob a direção de Kurt Bernhardt, a fábula começa devagar, gradualmente ganha impulso e incidentes humorísticos à medida que avança. A maior parte do crédito pelo humor deve ir para o manejo eficaz de Charles Winninger como o velho Malette. Ele é um comediante genuíno ... não exagera e nem abusa".